# Carling House
Das Carling House ist ein ab 1947 von John Lautner errichtetes Wohnhaus im US-amerikanischen Los Angeles.

## Lage
Das Carling House befindet sich im Cahuenga Pass, einem Gebirgspass in den Santa Monica Mountains. Das Haus liegt im östlichen, zu Los Angeles gehörenden Teil des Passes, nur etwa 100 Meter Luftlinie vom Mulholland Drive entfernt, und bietet Ausblick über das Stadtzentrum von Los Angeles. Das ebenfalls von Lautner errichtete Polin House befindet sich in der Nachbarschaft.

## Geschichte
Das Carling House wurde von Lautner zwischen 1947 und 1950 für den Komponisten Foster Carling entworfen und erbaut. Es war das zum Bauzeitpunkt ambitionierteste und teuerste Projekt des damals 36-jährigen Lautner. 1991 wurde das Haus von Bruce Eicher, Inhaber einer Firma für Beleuchtungstechnik, gekauft. Eicher ließ umfangreiche Renovierungsarbeiten am Haus vornehmen, wozu der bereits hochbetagte Lautner persönlich herangezogen wurde. Neben Arbeiten am Gelände wie der Gestaltung einer neuen Einfahrt und dem Bau eines Carports wurde auch die Fensterfront zur Terrasse versetzt, um im Inneren mehr Raum zu schaffen. 1997 verkaufte Eicher das Haus an den Werberegisseur Steven Ramser. Seitdem hat das Haus mehrfach den Besitzer gewechselt. 2016 wurde es für 3,25 Millionen US-Dollar vom Moschino-Designer Jeremy Scott erworben. Scott beließ die Inneneinrichtung des Hauses größtenteils im von Lautner geschaffenen Zustand und nahm primär Änderungen an der Grundstücksbepflanzung vor.

## Stil
Das grob bumerangförmige Haus biegt sich um einen länglichen, unregelmäßig geformten Pool herum, der in das Gebäude hineinragt. Der nach Westen ausgerichtete Hauptteil des Hauses beinhaltet das Wohn- und Esszimmer. Dreibeinige Stahlmasten außerhalb des Hauses tragen ein sechseckiges Dach, so dass im Inneren dieses Teils des Hauses keine Träger benötigt werden.
Die Fensterfront des Wohnzimmers ist, ein wiederkehrendes Element bei Lautner, per Knopfdruck komplett in den Seitenwänden versenkbar, gibt den Zugriff auf die Terrasse frei und teilt in geschlossenem Zustand den Swimmingpool des Hauses in einen Innen- und einen Außenbereich. Bei geöffneter Fensterfront kann ein Teilstück des Wohnzimmers mit einem fest installierten Sofa darin mit Hilfe eines hydraulischen Systems entlang einer Schiene verschoben werden, so dass es auf der Terrasse direkt am Pool positioniert ist und dabei einen Panoramablick nach Süden über Los Angeles bis hin zum Pazifischen Ozean bietet. Das so verschobene Wandstück dient als Windschutz für die Terrasse. Vom Grundstück aus kan außerdem der nördlich gelegene Cahuenga Pass eingesehen werden. Der grundlegende Gedanke Lautners, der zu dieser ungewöhnlichen Konstruktion führte, war, dem Eigentümer Carling, der von zu Hause aus arbeitete und mithin viel Zeit in der Wohnung verbringen würde, das Gefühl von Geborgenheit in gewohnter Umgebung und gleichzeitig die Freiheit, die Wohnung umzugestalten, zu geben. Wände und Decke des Wohnbereichs sind mit Paneelen aus Mammutbaumholz verkleidet, der Boden besteht aus poliertem Beton. Für die Holzverkleidungen und weitere Arbeiten aus Holz arbeitete Lautner mit dem Yachtbauer John de la Vaux zusammen, der gleichzeitig Bauherr des Hauses war. Das Haus verfügt über zwei Schlaf- und zwei Badezimmer, die sich im östlichen, konventioneller errichteten Trakt des Hauses befinden.
Das Prinzip des trägerlosen Wohnbereichs wandte Lautner auch bei zwei weiteren, kurz zuvor von ihm errichteten Wohnhäusern an, dem Polin House und dem Jacobsen House.